# Gemeinde Rietavas

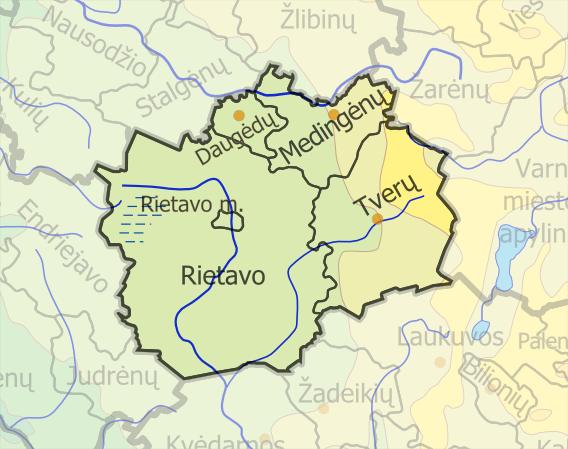
Amtsbezirke der Rajongemeinde Rietavas

Rietavas (Rietavo savivaldybė) ist eine Gemeinde (wörtlich: „Selbstverwaltung“) in Litauen. Neben der Stadt Rietavas umfasst sie das Städtchen Tverai mit 680 Einwohnern sowie 104 Dörfer. Die Gemeinde hatte 2007 10.204 Einwohner. Das zuständige Gericht für die Gemeinde ist Kreisgericht Plungė (bis 2018).

## Amtsbezirke
Sie ist eingeteilt in 5 Seniūnijas (Ämter):
- Daugėdai
- Medingėnai
- Rietavas Stadt
- Rietavas Land
- Tverai

## Partnerstädte
- Menden (Sauerland) (Deutschland)
- Saerbeck (Deutschland)
- Gulbene (Lettland)